# Skateboard ai Giochi della XXXIII Olimpiade - Street femminile
La gara di street femminile dei Giochi della XXXIII Olimpiade si è svolta il 28 luglio 2024.
La vincitrice della gara è stata la giapponese Coco Yoshizawa.

## Semifinale
I primi 8 Skateboarders avanzano alla Finale.
| Pos. | Batteria | Atleta            | Run   | Run   | Trick | Trick | Trick | Trick | Trick | Totale |
| Pos. | Batteria | Atleta            | 1     | 2     | 1     | 2     | 3     | 4     | 5     | Totale |
| ---- | -------- | ----------------- | ----- | ----- | ----- | ----- | ----- | ----- | ----- | ------ |
| 1    | 2        | Coco Yoshizawa    | 83.59 | 71.75 | 86.65 | 88.68 | 78.19 | 0.00  | 0.00  | 258.92 |
| 2    | 4        | Liz Akama         | 86.55 | 51.40 | 86.83 | 0.00  | 84.61 | 81.35 | 78.12 | 257.99 |
| 3    | 1        | Cui Chenxi        | 80.62 | 82.01 | 81.18 | 83.11 | 0.00  | 89.22 | 0.00  | 254.34 |
| 4    | 1        | Chloe Covell      | 68.14 | 78.89 | 82.26 | 0.00  | 0.00  | 85.58 | 0.00  | 246.73 |
| 5    | 4        | Funa Nakayama     | 79.87 | 54.73 | 84.56 | 0.00  | 81.09 | 0.00  | 0.00  | 245.52 |
| 6    | 3        | Paige Heyn        | 71.65 | 35.37 | 85.66 | 0.00  | 86.98 | 0.00  | 0.00  | 244.29 |
| 7    | 3        | Rayssa Leal       | 59.88 | 35.62 | 85.87 | 88.87 | 92.68 | 0.00  | 0.00  | 241.43 |
| 8    | 4        | Poe Pinson        | 39.30 | 71.25 | 0.00  | 0.00  | 0.00  | 81.80 | 88.07 | 241.12 |
| 9    | 2        | Zhu Yuanling      | 59.35 | 60.11 | 0.00  | 0.00  | 86.88 | 0.00  | 87.83 | 234.82 |
| 10   | 2        | Roos Zwetsloot    | 49.5  | 71.6  | 83.61 | 0.00  | 0.00  | 0.00  | 78.50 | 233.71 |
| 11   | 3        | Lucie Schoonheere | 24.22 | 76.81 | 78.19 | 73.05 | 0.00  | 0.00  | 0.00  | 228.05 |
| 12   | 1        | Zeng Wenhui       | 55.85 | 12.66 | 0.00  | 0.00  | 83.76 | 0.00  | 83.88 | 223.49 |
| 13   | 2        | Daniela Terol     | 63.72 | 70.12 | 76.39 | 0.00  | 0.00  | 73.87 | 0.00  | 220.38 |
| 14   | 1        | Natalia Munoz     | 48.83 | 57.44 | 74.25 | 83.01 | 68.12 | 0.00  | 0.00  | 214.70 |
| 15   | 3        | Keet Oldenbeuving | 64.61 | 48.40 | 0.00  | 72.69 | 73.48 | 0.00  | 0.00  | 210.78 |
| 16   | 2        | Pâmela Rosa       | 11.52 | 41.48 | 0.00  | 0.00  | 80.10 | 0.00  | 83.65 | 205.23 |
| 17   | 4        | Vareeraya Sukasem | 48.52 | 45.07 | 0.00  | 74.04 | 78.19 | 0.00  | 0.00  | 200.75 |
| 18   | 1        | Boipelo Awuah     | 19.56 | 31.82 | 0.00  | 61.15 | 51.78 | 66.37 | 0.00  | 159.34 |
| 19   | 2        | Gabi Mazetto      | 21.07 | 61.17 | 0.00  | 0.00  | TNS   | 83.18 | 0.00  | 144.35 |
| 20   | 3        | Haylie Powell     | 62.19 | 41.07 | 0.00  | 0.00  | 0.00  | 63.11 | 0.00  | 125.30 |
| 21   | 1        | Liv Lovelace      | 40.38 | 23.00 | 77.72 | 0.00  | 0.00  | 0.00  | 0.00  | 118.10 |
| 22   | 4        | Mariah Duran      | 12.13 | 58.36 | 0.00  | 0.00  | 0.00  | 0.00  | 0.00  | 58.36  |

## Finale
| Pos. | Atleta         | Run   | Run   | Trick | Trick | Trick | Trick | Trick | Totale |
| Pos. | Atleta         | 1     | 2     | 1     | 2     | 3     | 4     | 5     | Totale |
| ---- | -------------- | ----- | ----- | ----- | ----- | ----- | ----- | ----- | ------ |
|      | Coco Yoshizawa | 85.02 | 86.80 | 0.00  | 86.34 | 0.00  | 96.49 | 89.46 | 272.75 |
|      | Liz Akama      | 13.28 | 89.26 | 92.62 | 84.07 | 0.00  | 0.00  | 0.00  | 265.95 |
|      | Rayssa Leal    | 71.66 | 34.80 | 0.00  | 92.88 | 0.00  | 0.00  | 88.83 | 253.37 |
| 4    | Cui Chenxi     | 65.47 | 65.04 | 86.98 | 89.11 | 0.00  | 0.00  | 0.00  | 241.56 |
| 5    | Poe Pinson     | 36.75 | 50.18 | 83.73 | 0.00  | 88.43 | 0.00  | 0.00  | 222.34 |
| 6    | Paige Heyn     | 39.88 | 76.41 | 0.00  | 86.82 | 0.00  | 0.00  | 0.00  | 163.23 |
| 7    | Funa Nakayama  | 48.14 | 79.77 | 0.00  | 0.00  | 0.00  | 0.00  | 0.00  | 78.77  |
| 8    | Chloe Covell   | 70.33 | 45.46 | 0.00  | 0.00  | TNS   | 0.00  | 0.00  | 70.33  |